# Eric Woolfson sings The Alan Parsons Project That Never Was
Eric Woolfson sings The Alan Parsons Project That Never Was, conocido también The Alan Parsons Project That Never Was, es el quinto álbum en solitario, del compositor escocés Eric Woolfson.
Cocreador junto a Alan Parsons del grupo de rock progresivo británico The Alan Parsons Project, el álbum es una compilación de canciones que no fueron incluidas en los álbumes oficiales del grupo publicados entre 1976 y 1990. Publicado en abril de 2009 se trata del último álbum de estudio publicado en vida de Eric Woolfson que fallecería en diciembre del mismo año a causa del cáncer.

## Producción
Durante el proceso de reedición de la discografía completa de The Alan Parsons Project, emprendido a mediados de la década de los años 2000 por Sony y Legacy Records, la discográfica contactó con Alan Parsons y con Eric Woolfson para completar los discos con rarezas, demos y material adicional. Fruto de esas conversaciones se fueron publicando versiones extendidas de los discos originales pero Woolfson también encontró canciones completas que no fueron publicadas y también esbozos de nuevas canciones pendientes de completar.

"Alan Parsons ahora reside en Estados Unidos y está más enfocado a la música en vivo con una banda. Ambos hemos viajado a diferentes dimensiones desde nuestra colaboración en Freudiana (álbum) en 1990. Por tanto, para este disco he contado con la colaboración de dos talentosos ingenieros de grabación -Haydn Bendall y Austin Ince-. Ha sido muy divertido trabajar en estas canciones, en diferentes estudios, en el confort de mi propia casa y, por supuesto, en los legendarios Abbey Road Studios. He disfrutado la experiencia de revisitar y completar canciones de diferentes etapas de mi trayectoria. Espero que disfrutes el resultado."
Eric Woolfson, sobre el álbum en el libreto (2009) 

Eric Woolfson sings The Alan Parsons Project That Never Was es un disco remezclado desde octubre de 2008, a partir de las grabaciones originales y nuevas aportaciones, en los Abbey Road Studios. Incluye diez canciones creadas durante su etapa en The Alan Parsons Project pero que permanecieron inéditas por varias razones. En el libreto del álbum Woolfson indica que la aversión de Parsons por algunas de las composiciones propuestas llevó a su exclusión. Cita como ejemplo «Steal Your Heart Away», una canción "descaradamente comercial" con una letra sentimental, que Parsons "habría detestado absolutamente". «Somewhere in the Audience» e «Immortal» son versiones ligeramente reorganizadas y regrabadas de dos demos de Woolfson para su musical de 2003 dedicado a Edgar Allan Poe. Las versiones finales de estas canciones, cantadas por el protagonista del musical Steve Balsamo, aparecen en el álbum Poe: More Tales of Mystery and Imagination. «Train to Wuxi» fue la versión original de «Train to Freedom», que también se incluye con letra diferentes en el musical Poe, y contiene el único solo de guitarra realizado por Woolfson quien habitualmente interpretaba el piano.
Para la elaboración del álbum Woolfson contó con la participación como músicos de antiguos miembros de The Alan Parsons Project como Ian Bairnson, Stuart Elliott y David Paton. Su participación en las canciones «Any Other Day» y «Rumor Goin 'Round» fueron grabadas entre 1982 y 1985 durante las sesiones para la elaboración de los álbumes Eye in the Sky y Stereotomy ya que ambas pistas son descartes de dichos álbumes. En esta última canción también participó el multiinstrumentista Richard Cottle que se unió a la banda en 1984. Adicionalmente Ian Bairnson interpretó la guitarra en los temas «Along the Road Together» y «Somewhere in the Audience» grabándola en su estudio doméstico de Marbella como un favor personal para Woolfson.

"Aunque las grabaciones se llevaron a cabo en diferentes lugares y en diferentes épocas las mezclas finales fueron realizadas por Austin Ince en Abbey Road Studios durante octubre de 2008. Quisiera mostrar mi gratitud a Austin por las contribuciones que realizó a la instrumentación en varias canciones y a Haydn Bendall por sus importantes contribuciones".
Eric Woolfson, sobre Eric Woolfson Sings The Alan Parsons Project That Never Was en el libreto (2009) 

## Listado de Canciones
1. «Golden Key» - 4:12
2. «Nothing Can Change My Mind» - 4:00
3. «Rumour Goin' Round» - 4:39
4. «Any Other Day» - 3:08
5. «I Can See Round Corners» - 5:15
6. «Steal Your Heart Away» - 3:20
7. «Along the Road Together» - 3:21
8. «Somewhere in the Audience» - 4:36
9. «Train to Wuxi» - 4:19
10. «Immortal» - 6:02

## Músicos
- Eric Woolfson - voces, teclados y guitarra en «Train to Wuxi»
- Ian Bairnson - guitarras en «Rumour Goin' Round», «Any Other Day», «Along the Road Together» y «Somewhere in the Audience»
- Stuart Elliott - percusión en «Any Other Day» y «Rumour Goin' Round»
- David Paton - bajo en «Any Other Day» y «Rumour Goin' Round»
- Gavin Greenaway - Arreglos de cuerda
- Orquesta Filarmónica de Chequia
- Austin Ince - Ingeniería de sonido, programación y teclados
- Haydn Bendall - Ingeniero de sonido

Notas'

Bairnson, Elliott y Paton son todos antiguos miembros del elenco de músicos habituales de The Alan Parsons Project. Sus partes en "Any Other Day" y "Rumour Goin' Round" fueron grabadas respectivamente en 1982 y 1985 durante las sesiones de los álbumes de la banda Eye in the Sky y Stereotomy, ya que los dos temas son retales de esos álbumes (en este último también participa Richard Cottle, que se unió al elenco en 1984). Las guitarras de Bairnson en Along the Road Together y Somewhere in the Audience fueron grabadas en 2009 en su estudio casero de Marbella, España, como un favor personal a Woolfson.